# پائولو موسه
پائولو موسه (به پرتغالی: Paulo Marques Musse) دروازه‌بان اهل برزیل است که در شهر سالوادور و در تاریخ ۱۱ مارس ۱۹۷۸ به دنیا آمده‌است.
پائولو موسه در تیم‌های فوتبال Vitória (BA) سابقهٔ حضور دارد.